# 馬島インターチェンジ
馬島インターチェンジ（うましまインターチェンジ）は、愛媛県今治市馬島の西瀬戸自動車道（しまなみ海道）の来島海峡第二大橋と来島海峡第三大橋間の橋台（アンカーブロック7A）に設置されたインターチェンジである。現住島民および関係者・救急車等緊急車両・郵便物集配車両のみが利用でき、一般の自動車は利用することができない。

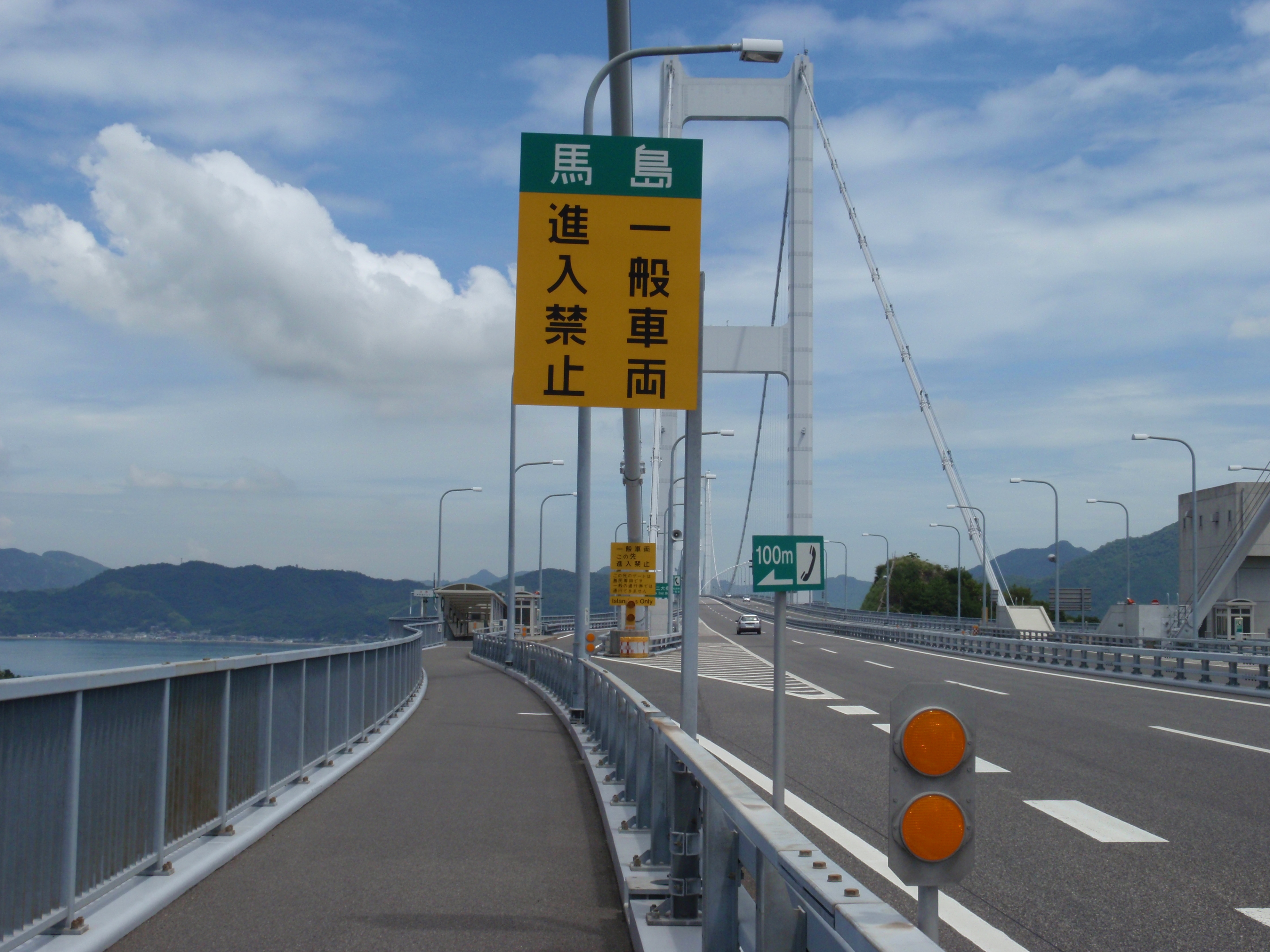
馬島インター出口

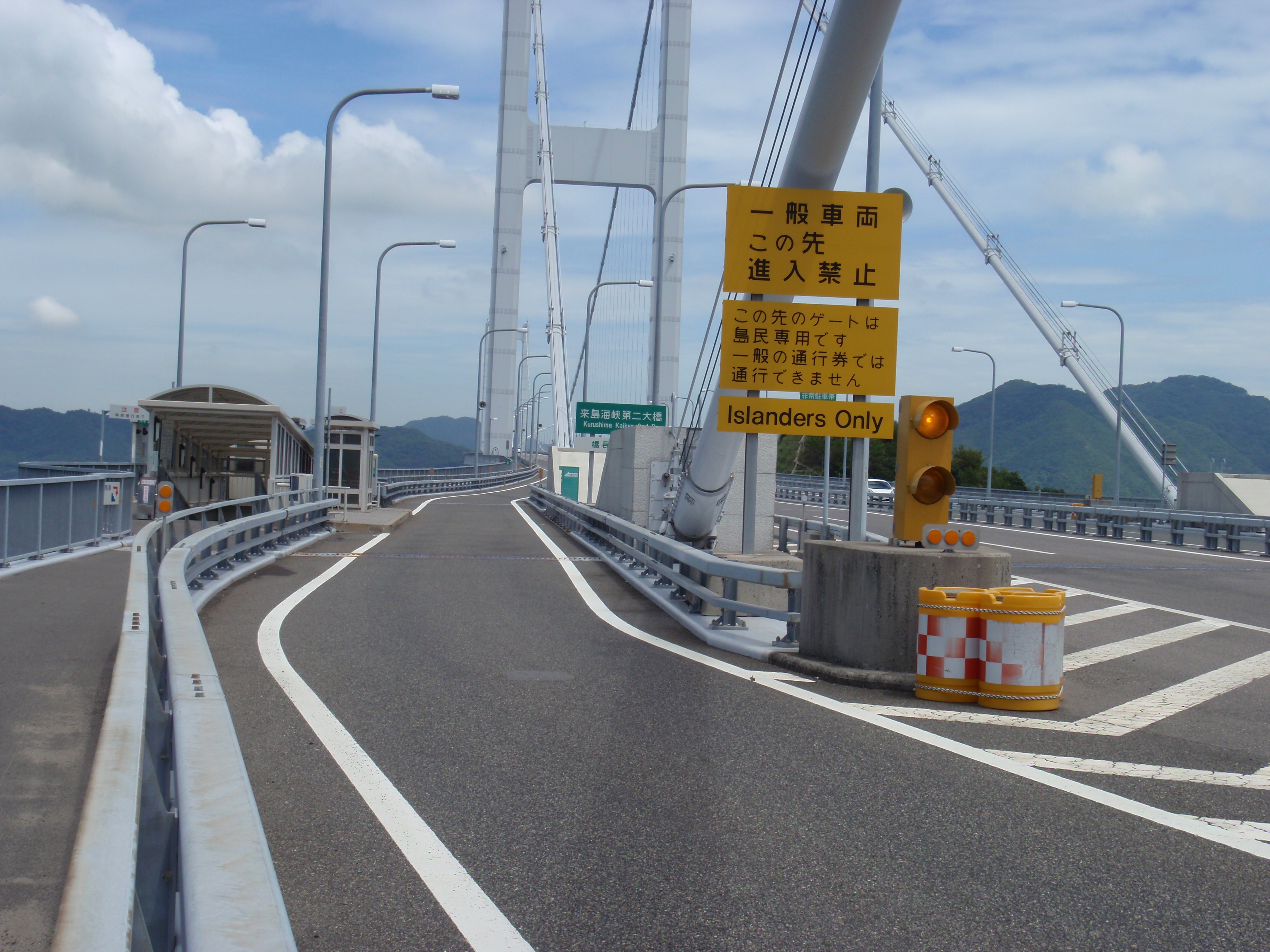
島民専用であることを知らせる警告看板

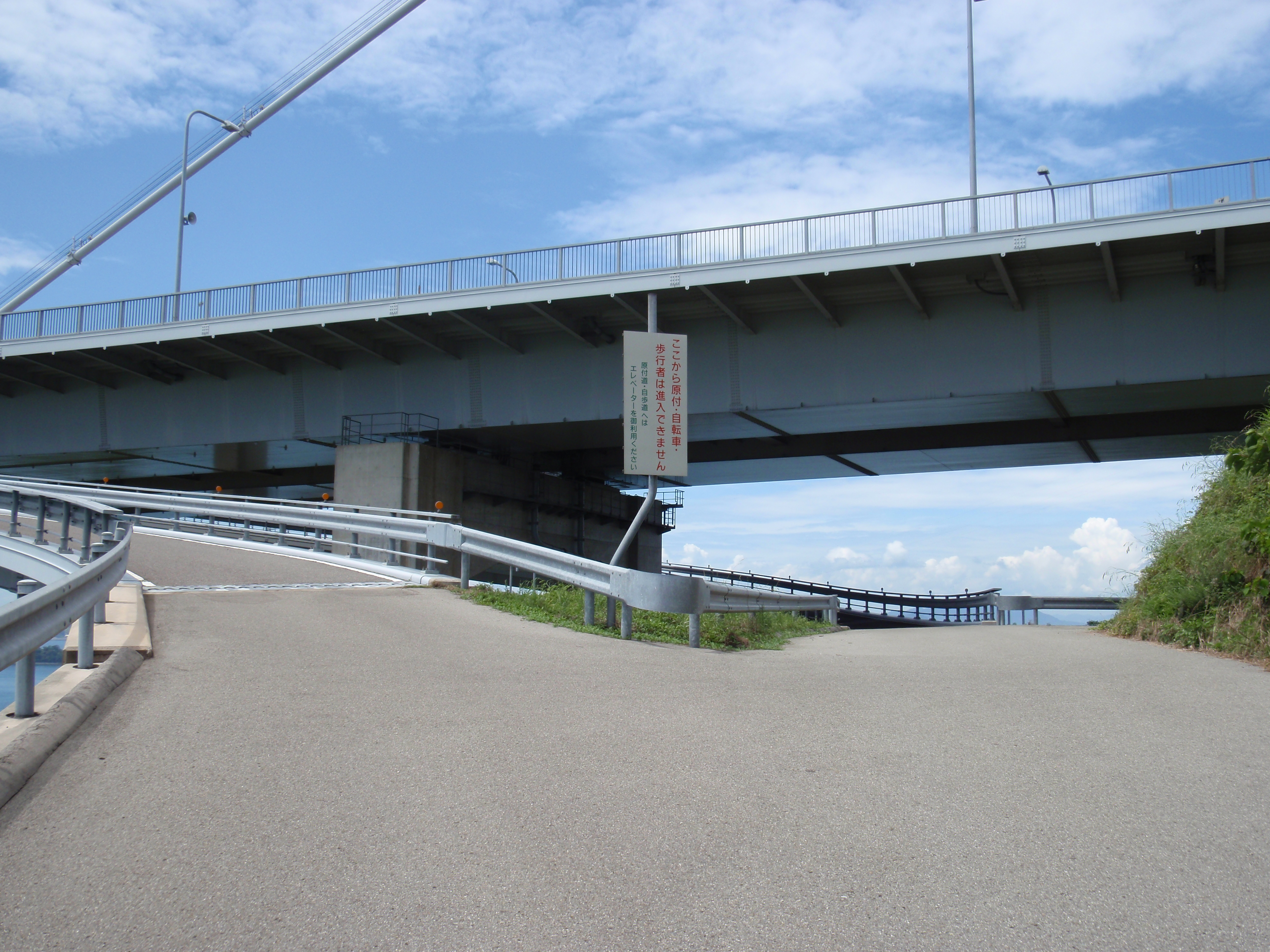
左が今治方面への入口、右が今治方面からの出口

## 概要
- 1999年5月1日のしまなみ海道暫定開通とともに供用開始。

- 正式には「馬島管理用出入路」と称し、大型車・特大車の出入りは不能である。このため、高速バス（本州方面行き、四国方面行き、キララエクスプレスを除く全便が停車する）はアンカーブロック上の馬島BSに発着する（エレベーターで島に上陸する）。

- ゲートは無人で流出路ゲートにプレート確認装置がある。関係車両は確認装置の黒い部分にICカードの様な島民用プレートをかざし、開閉バーを開けて通過する（磁気カードを採用している瀬戸中央自動車道の島民専用ゲートとは方式が異なる）。流入路ゲートはゲート前に車を停車させると自動的に開閉バーが開くしくみとなっている。

- 地形上、ランプは今治方面への流入・流出のみとなっている。

- 本州四国連絡高速道路は、「愛媛県今治市馬島に住居等を有する者が使用すると認められる自動車等で本州四国連絡橋公団が指定するものが、本州四国連絡橋公団が指定する方法により、馬島管理用出入路から今治北インターチェンジまでの区間又は馬島管理用出入路から大島南インターチェンジまでの区間を通行する場合の料金の割引率は、30パーセント以内とする」と定めている。[2]

- 自転車、歩行者（バス利用者含む）及び125cc以下のオートバイはアンカーブロック内に設置されたエレベーターを利用して島との往来が可能である。

- 瀬戸中央自動車道の櫃石島、岩黒島、与島に同様のICがある。（ただし、馬島の島民用プレートでは、これら3島の管理用出入路では使用できない）

- 島民専用の出入口で「Islanders Only」の英語表記の看板が設置されているのは当ICと櫃石島ICのみである。

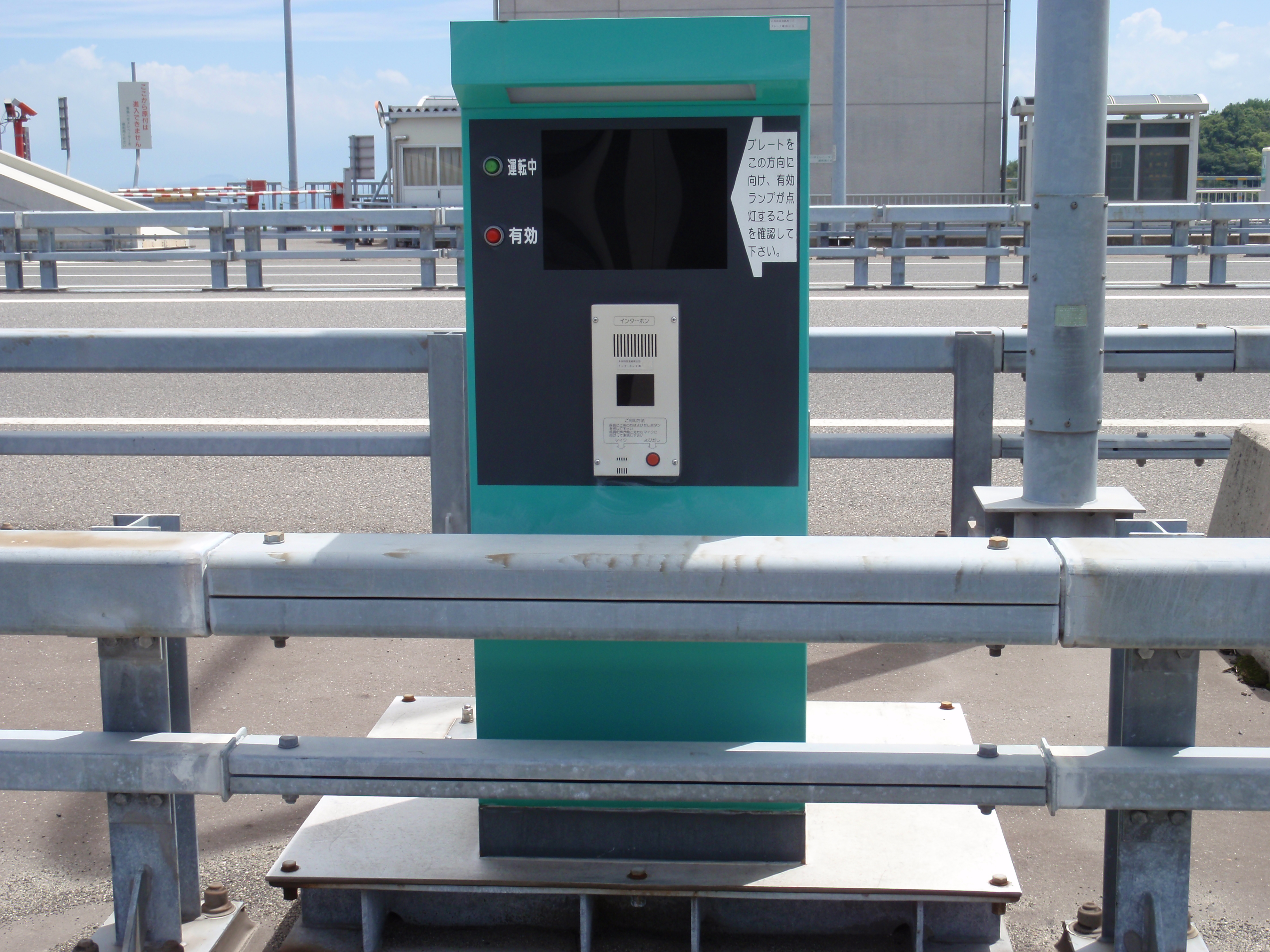
島民用プレート確認装置（流出路ゲートに設置）
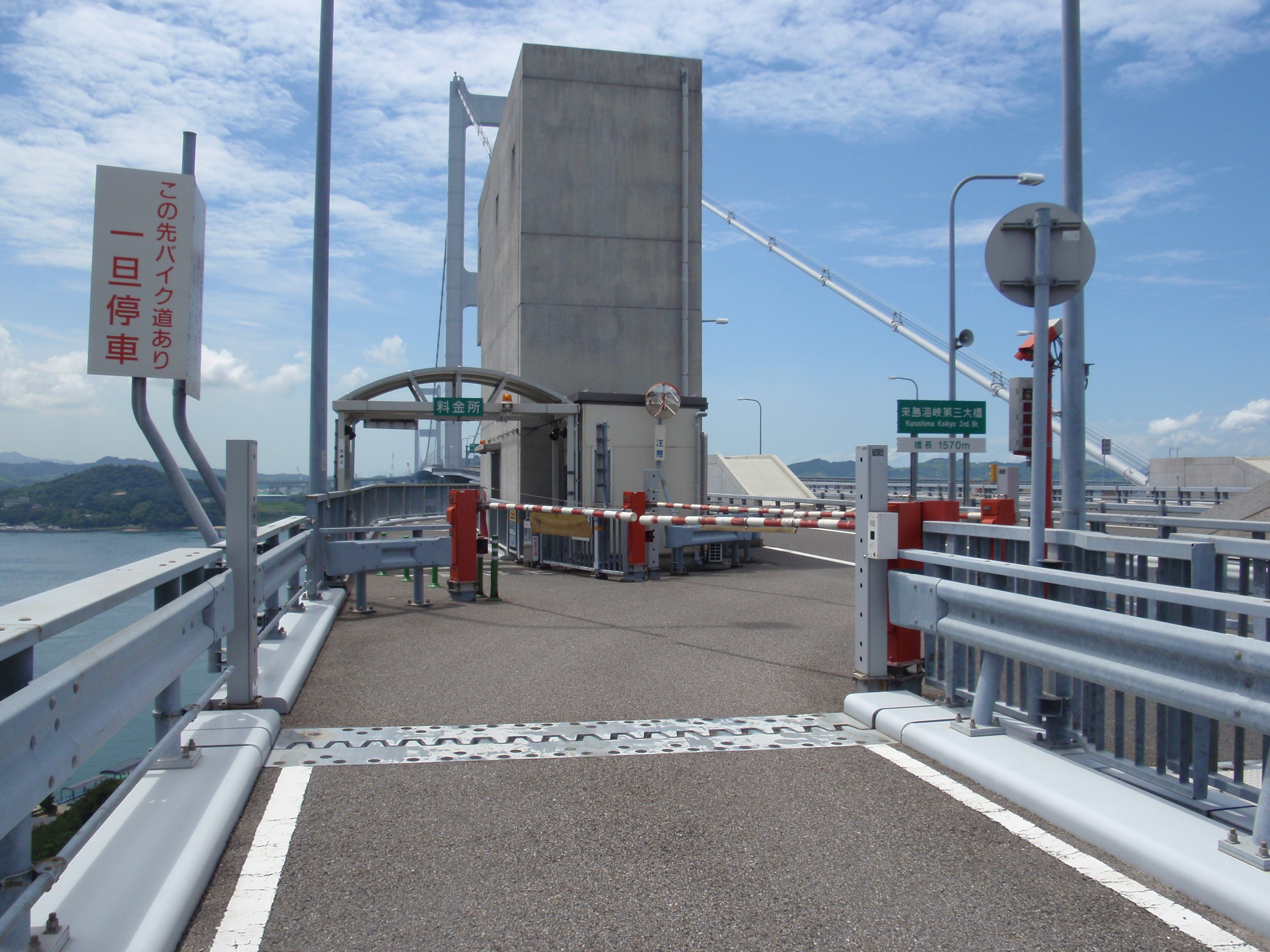
流入路ゲート
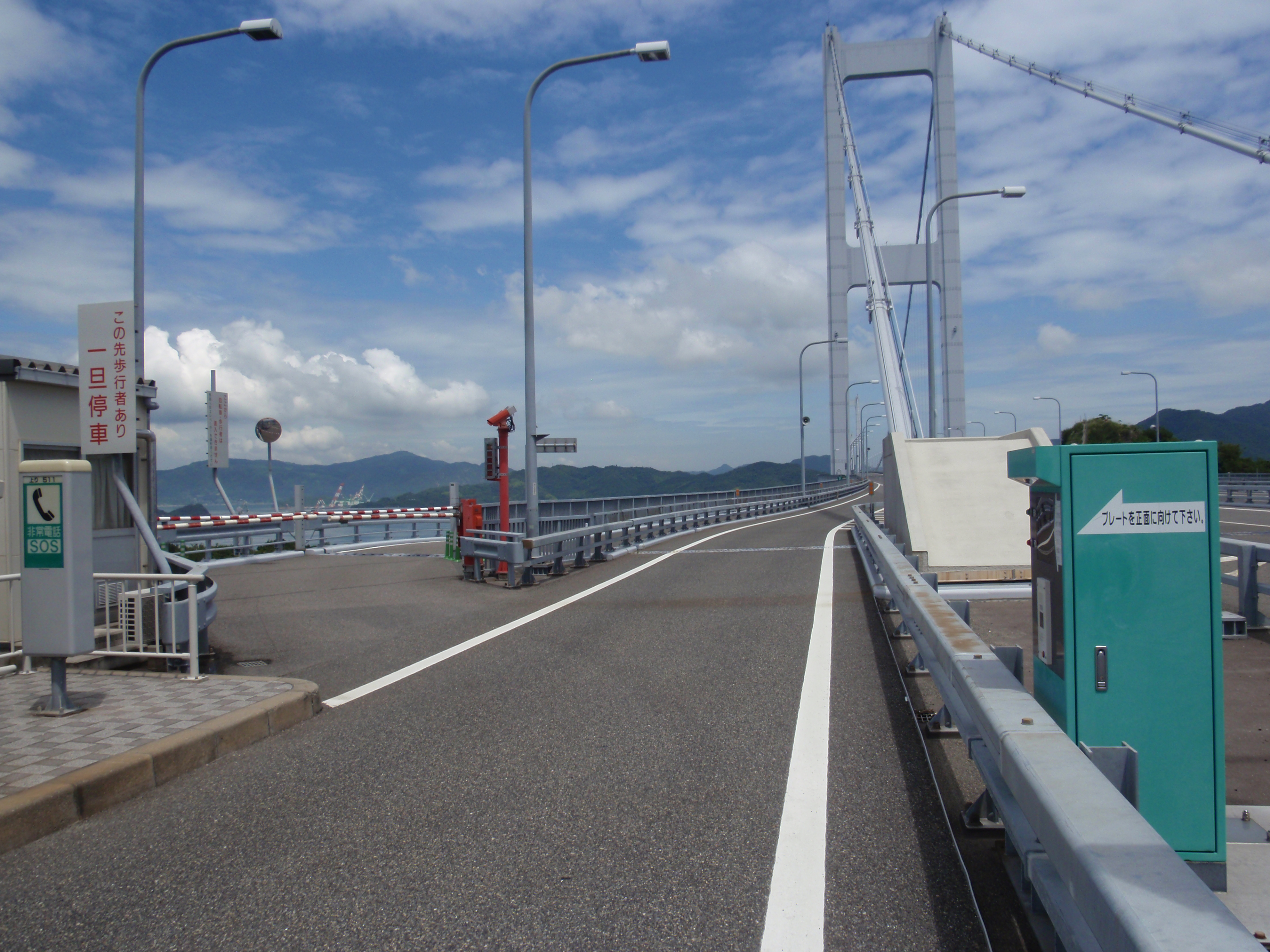
流出路ゲート
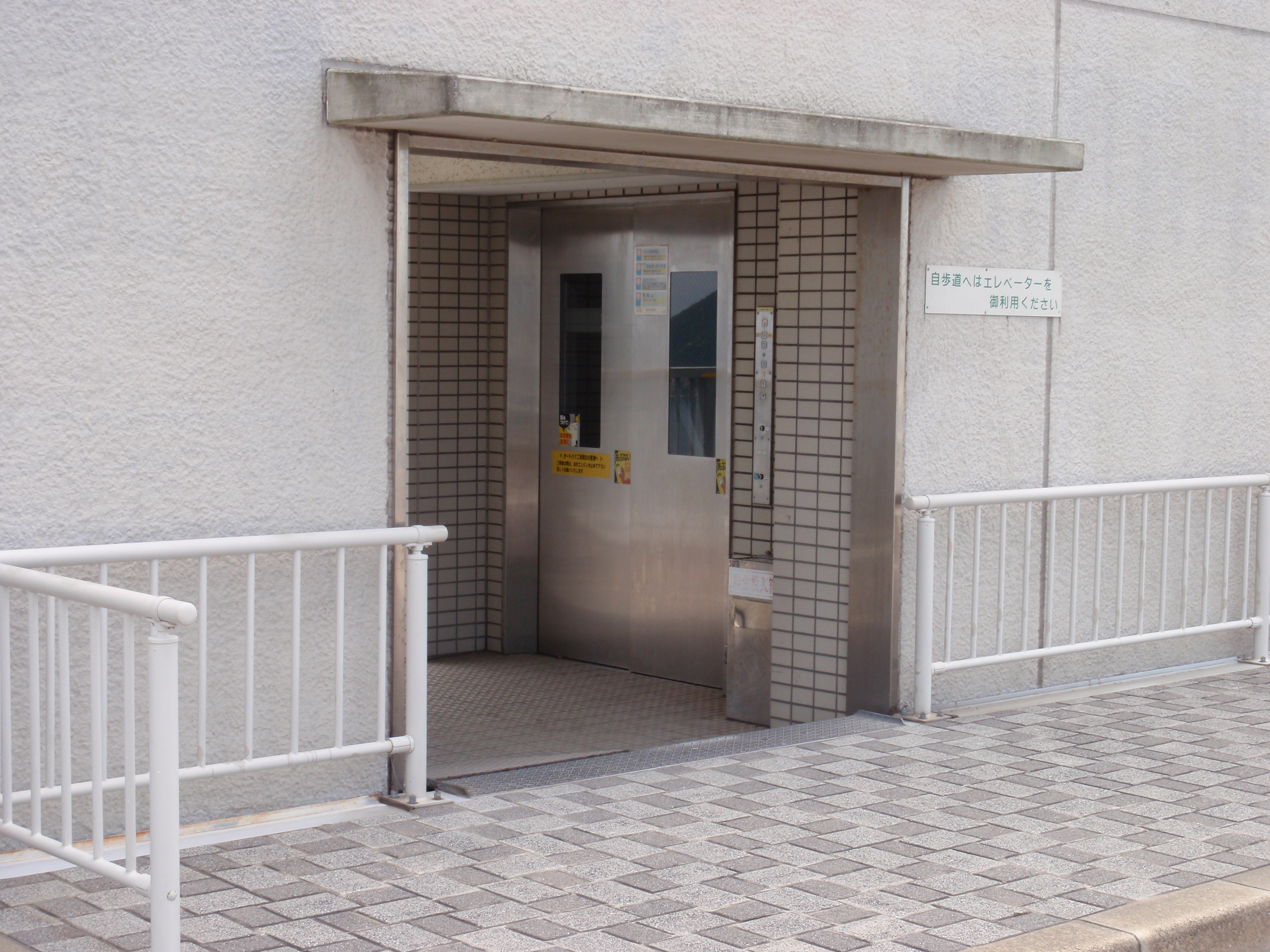
歩行者・二輪車用エレベーター

## バス停留所
馬島バスストップ（うましまバスストップ）は、愛媛県今治市馬島の西瀬戸自動車道（しまなみ海道）の来島海峡第二大橋と来島海峡第三大橋間の橋台（アンカーブロック7A）上に設置されたバス停留所である。
アンカーブロック内に設置されたエレベーターを利用して島との往来が可能である。

### 停車する路線

#### 乗降ともに可能
- （特急）松山 - 今治 - 大三島線（瀬戸内運輸）
  - 大三島 - 今治 - 松山
- （急行）今治 - 大三島線（瀬戸内海交通）
  - 大三島 - 今治

#### 上り線乗車・下り線降車
- しまなみライナー（広交観光・瀬戸内運輸・瀬戸内しまなみリーディング）
  - 広島 - 今治
- しまなみライナー（中国バス・鞆鉄道・瀬戸内運輸・瀬戸内しまなみリーディング）
  - 福山 - 今治

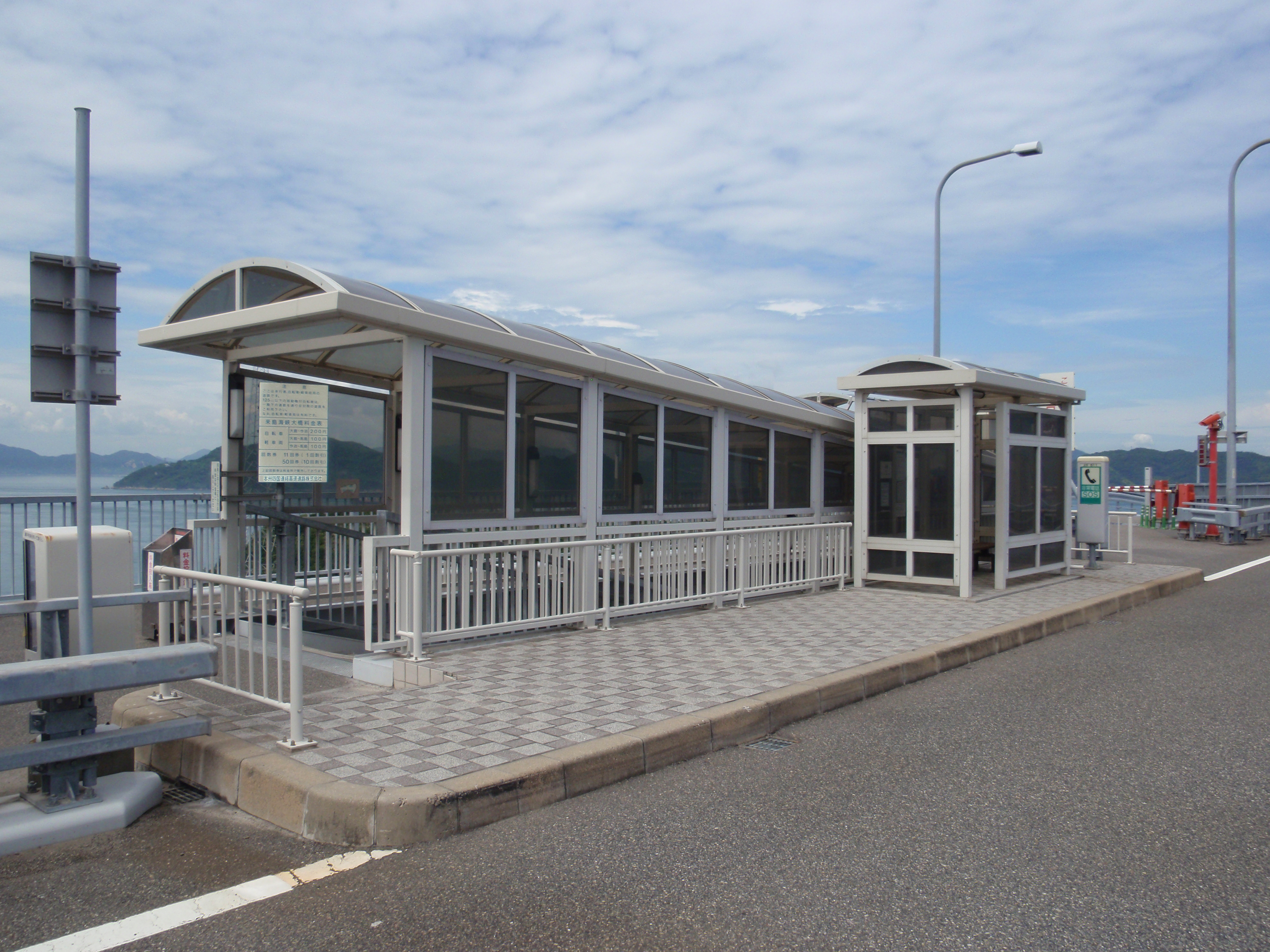
尾道方面行きバス停とエレベーターへ通じる通路
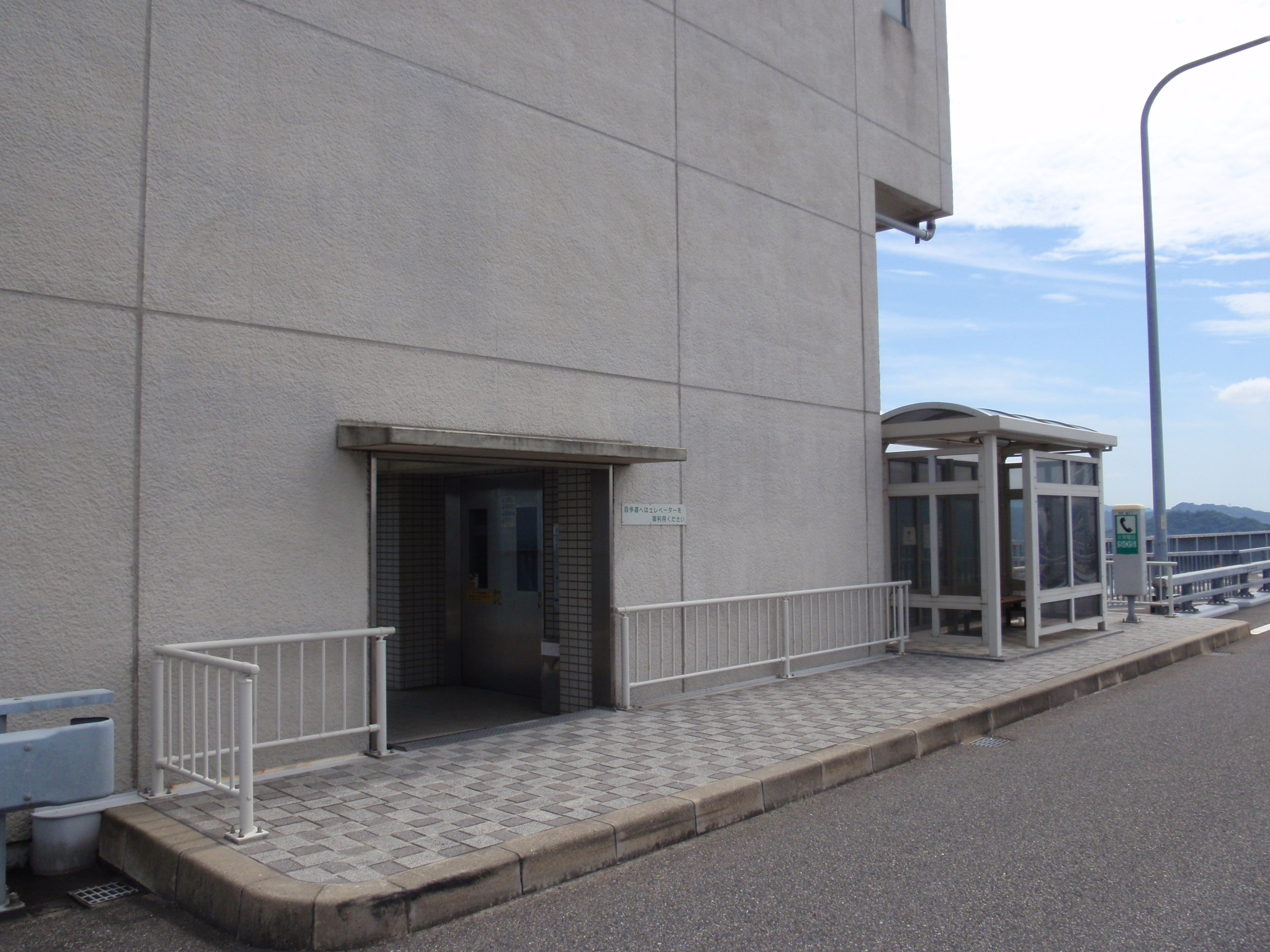
今治方面行きバス停とエレベーター

## 隣
E76 西瀬戸自動車道
大島BS - (11)大島南IC - 馬島IC/BS - (12)今治北IC/来島海峡SA/BS